# Brandon Boston Jr.
Pour les articles homonymes, voir Boston (homonymie).
Brandon Elliot Boston Jr., né le 28 novembre 2001 à Norcross dans l'État de Géorgie, est un joueur américain de basket-ball évoluant au poste d'arrière voire d'ailier.

## Carrière universitaire
Il évolue une saison sous les couleurs des Wildcats du Kentucky.

## Carrière professionnelle
Il est drafté en 51e position de la draft 2021 par les Grizzlies de Memphis pour les Clippers de Los Angeles. En août 2021, il signe un contrat de trois saisons en faveur des Clippers de Los Angeles.
Après 147 matchs disputés en NBA avec les Clippers de Los Angeles et les Pelicans de La Nouvelle Orléans (10,7 points, 3,2 rebonds et 2,2 passes en 24 minutes en 2024-2025), il est engagé à l'été 2025 par le Fenerbahçe SK, champion d'Europe en titre.

## Statistiques

### Universitaires
Les statistiques de Brandon Boston Jr. en matchs universitaires sont les suivantes :
| Saison    | Équipe   | Matchs | Titul. | Min./m | % Tir | % 3pts | % LF | Rbds/m. | Pass/m. | Int/m. | Ctr/m. | Pts/m. |
| --------- | -------- | ------ | ------ | ------ | ----- | ------ | ---- | ------- | ------- | ------ | ------ | ------ |
| 2020-2021 | Kentucky | 25     | 24     | 30,3   | 35,5  | 30,0   | 78,5 | 4,05    | 1,60    | 1,30   | 0,20   | 11,50  |
| Carrière  | Carrière | 25     | 24     | 30,3   | 35,5  | 30,0   | 78,5 | 4,05    | 1,60    | 1,30   | 0,20   | 11,50  |

### Professionnelles

#### Saison régulière
| Saison    | Équipe              | Matchs | Titul. | Min./m | % Tir | % 3pts | % LF | Rbds/m. | Pass/m. | Int/m. | Ctr/m. | Pts/m. |
| --------- | ------------------- | ------ | ------ | ------ | ----- | ------ | ---- | ------- | ------- | ------ | ------ | ------ |
| 2021-2022 | L.A. Clippers       | 51     | 0      | 14,9   | 38,5  | 30,6   | 81,9 | 2,20    | 1,00    | 0,50   | 0,30   | 6,70   |
| 2022-2023 | L.A. Clippers       | 22     | 1      | 11,3   | 41,8  | 41,4   | 76,3 | 1,40    | 0,90    | 0,40   | 0,00   | 6,50   |
| 2023-2024 | L.A. Clippers       | 32     | 0      | 10,8   | 40,4  | 26,9   | 69,7 | 1,60    | 0,40    | 0,30   | 0,30   | 5,20   |
| 2024-2025 | La Nouvelle-Orléans | 42     | 10     | 23,6   | 43,6  | 35,0   | 78,8 | 3,20    | 2,20    | 1,30   | 0,20   | 10,70  |
| Carrière  | Carrière            | 147    | 11     | 16,0   | 41,2  | 32,8   | 78,1 | 2,20    | 1,20    | 0,70   | 0,20   | 7,50   |

#### Playoffs
| Saison   | Équipe        | Matchs | Titul. | Min./m | % Tir | % 3pts | % LF | Rbds/m. | Pass/m. | Int/m. | Ctr/m. | Pts/m. |
| -------- | ------------- | ------ | ------ | ------ | ----- | ------ | ---- | ------- | ------- | ------ | ------ | ------ |
| 2023     | L.A. Clippers | 1      | 0      | 1,0    | –     | –      | –    | 0,00    | 0,00    | 0,00   | 0,00   | 0,00   |
| 2024     | L.A. Clippers | 3      | 0      | 3,2    | 50,0  | –      | 50,0 | 0,70    | 0,30    | 0,00   | 0,00   | 1,70   |
| Carrière | Carrière      | 4      | 0      | 2,7    | 50,0  | –      | 50,0 | 0,50    | 0,30    | 0,00   | 0,00   | 1,30   |

## Palmarès, distinctions et récompenses

### Distinctions personnelles
- 2020 : McDonald's All-American ;
- 2020 : California Mr. Basketball.